# Chiesa di San Pietro Celestino
La chiesa di San Pietro Celestino, che un tempo affacciava sulla cerchia dei Navigli, è una chiesa di Milano, in via Senato. È oggi consacrata al culto dei Copti egiziani.

## Notizie storiche
Nel 1173, il Comune assegna ai Valdesi un prato sul quale edificare una schola per i loro raduni.
Nel 1205 la schola passa ai Poveri Lombardi, separatisi dai loro confratelli valdesi di Francia.
Nel 1274, in occasione della presenza in città dell'eremita Pietro del Morrone (che diventerà papa Celestino V), viene fondato un ospizio che, dal 1280 al 1317, è gestito dai Serviti giunti nello stesso anno a Milano. La chiesa viene ammodernata e di questo periodo rimangono solo alcuni frammenti di affreschi.
Nel 1317 prendono possesso del monastero i Benedettini della Congregazione Celestina, che si attengono a una regola pauperistica e penitenziale.
Nel XVI secolo alla chiesa, che ha conservato l'antico aspetto con copertura di legno e coro angusto e poco illuminato, si aggiungono cappelle di ordine ionico con tele dei Procaccini e dei Fiammenghini.
Nel 1735 la chiesa viene completamente riformata dall'architetto romano Marco Bianchi, o Bianco che applica una facciata, simile a quella disegnata per la chiesa di San Francesco di Paola, e mai completata, nelle forme del barocchetto fiorito.
Il Bianco lascia invariata la lunghezza della chiesa originaria ma la restringe in larghezza di un braccio.
La facciata originariamente in pietra arenaria, gravemente deteriorata dalle intemperie, è stata rifatta agli inizi del '900 su un calco di cemento modellato.
L'interno, a pianta rettangolare, è a una sola navata con volta a botte. Su ciascuno dei lati, ripartiti da lesene corinzie, si aprono cinque cappelle con arcate di due diverse altezze alternate.
Nella chiesa si trova la tomba di Gaspare Aselli (1581 - 1626) chirurgo e docente di anatomia all'Università di Pavia.
Il Mezzanotte la definisce "quasi una porcellana del settecento, tradotta in pietra; internata tra un edificio di carattere piermariniano e la casa canonica".